# Coenonympha kingana
Coenonympha kingana är en fjärilsart som beskrevs av Matsumura 1939. Coenonympha kingana ingår i släktet Coenonympha och familjen praktfjärilar. Inga underarter finns listade i Catalogue of Life.